# Piazza Nuova (Lubiana)
Piazza Nuova (in sloveno Novi trg) è una piazza a Lubiana, la capitale della Slovenia.

## Storia
L'attuale area della piazza era in origine proprietà del casato degli Sponheim, donato successivamente all'ordine teutonico. Le prime notizie della piazza risalgono al 1307, durante il dominio austriaco: la piazza era chiamata piazza Nuova.
Nel Medioevo piazza Nuova, assieme a piazza Civica e piazza Vecchia, era uno dei tre nuclei urbani che componevano Lubiana. Essa costituiva un insediamento fortificato di pescatori, cinto dai resti orientali delle fortificazioni romane dell'antica Emona, al di fuori della giurisdizione cittadina; nel XVI secolo divenne un quartiere residenziale più aristocratico. La zona fu gravemente danneggiata durante il terremoto del 1895. Del tessuto medioevale dell'area, si conserva ancora oggi via degli Ebrei (Židovska ulica), strada che si diparte dalla piazza verso nord. A sud della piazza si trovava il Breg, il porto cittadino quando il fiume Ljubljanica era navigabile fino a Lubiana.
La piazza nel corso del tempo cambiò denominazione più volte. Nel 1876 essa, da piazza Nuova, fu ribattezzata in piazza Turjak (Turjaški trg) o piazza Auersperg (Auerspergplatz), in onore di Anastasius Grün. Successivamente, nel 1923 il consiglio cittadino la rinominò piazza Carlo Marx (Karl Marxov trg); pochi anni dopo nel 1928 tornò al suo nome originale.
Nel 2013 sono state realizzate delle opere di riqualificazione urbana chiudendo la piazza al traffico carrabile e rinnovando la pavimentazione con dei cubetti in granito, per un costo complessivo di 900 000 euro.

## Descrizione

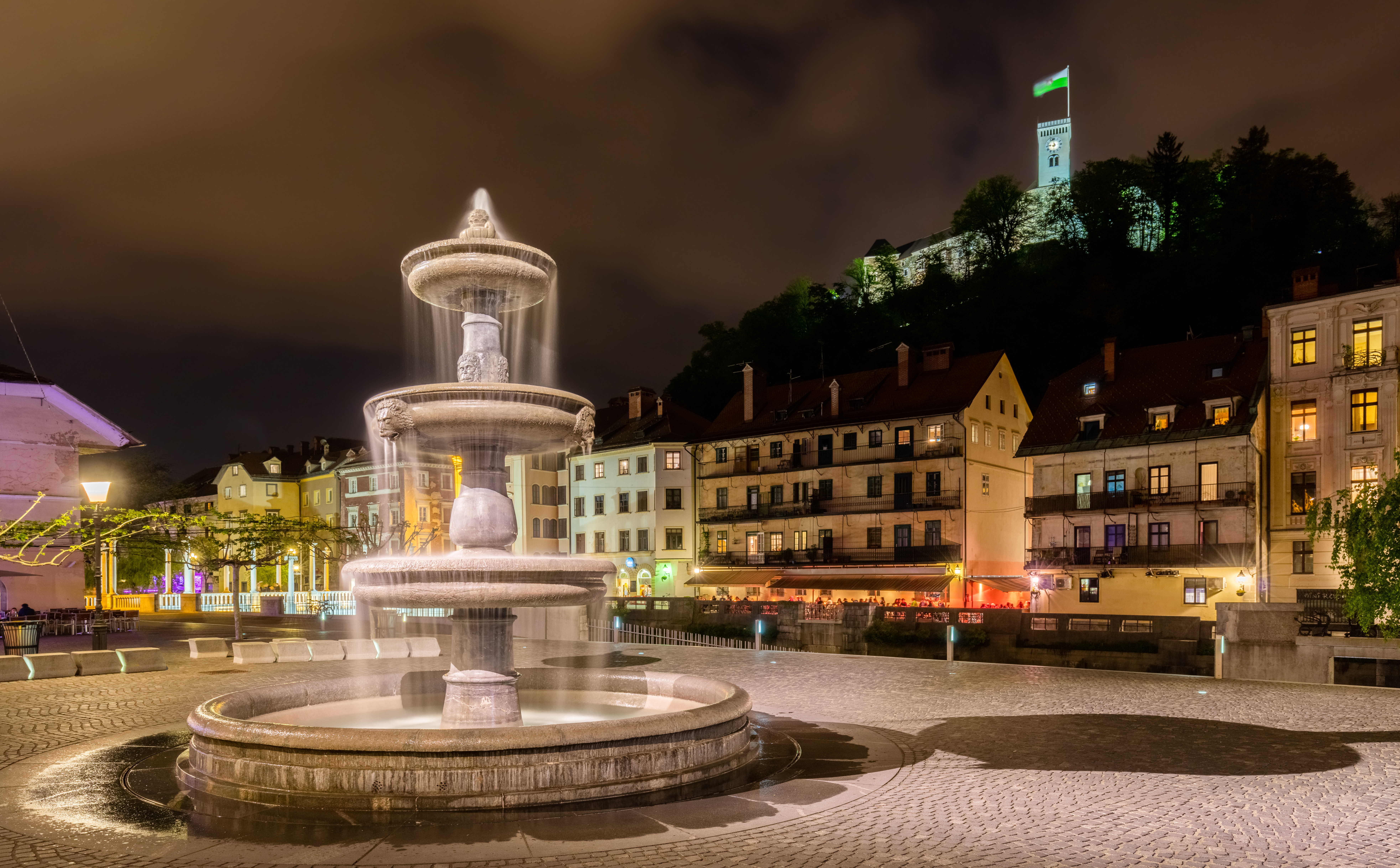
La piazza con la fontana di notte.

La piazza, di forma rettangolare, è delimitata ad est dal fiume Ljubljanica: in questo punto si dipartono in direzione opposta i due lungofiumi Breg e di via dei Calzolai (Čevljarska ulica), oltre che via degli Ebrei (Židovska ulica) verso nord. Ad ovest la piazza è lambita da via dei Nobili (Gosposka ulica) e qui ha origine via Turjak (Turjaška ulica).
Sulla piazza si affacciano vari edifici in stile barocco: all'estremità occidentale, al civico 3, sorge palazzo Lontovž, sede dell'Accademia slovena delle scienze e delle arti; ai civici 2 e 4 due palazzi del Cinqucento trasformati nel Settecento, con pregevoli interni.
Nella parte inferiore della piazza, verso il fiume, si trova una fontana fatta di conchiglie barocche provenienti dai giardini Auersperg. È composta da quattro vasche. La fontana è stata ricostruita secondo il progetto dell'architetto Boris Kobe.